# Miep Gies

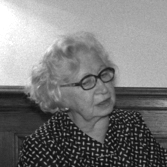
Miep Gies en 1989.

Hermine "Miep" Santrouschitz-Gies (Viena, Imperio austrohúngaro; 15 de febrero de 1909-Hoorn, Países Bajos; 11 de enero de 2010) fue una mujer neerlandesa, conocida por ser una de las personas que ayudaron a Otto Heinrich Frank y a su familia a ocultarse entre 1942 y 1944, durante la ocupación de Ámsterdam por los nazis.
Luego de la captura de la familia Frank, Miep conservó algunas de las pertenencias de la familia, entre las que destacaba el diario de vida de la hija menor de la familia, Ana Frank. Posteriormente, este registro fue publicado en diferentes lenguas como El diario de Ana Frank.

## Biografía
Nacida en Viena en 1909, en una familia católica, fue enviada por sus padres a Leiden en diciembre de 1920 a fin de evitar la escasez de alimentos luego de la Primera Guerra Mundial. En 1922 se mudó a Ámsterdam con la familia adoptiva que le dio el sobrenombre "Miep" y en 1933 conoció a Otto Frank para pedirle trabajo en su compañía de especias Opekta.
Empleada por Frank, al principio se ocupó de la atención al público pero luego pasó a tener un cargo administrativo. En 1941 se casó con el contador Jan Gies, a quien había conocido en 1936. Rehusó afiliarse a la asociación de mujeres nazis y fue amenazada con ser deportada a Austria.
Su relación con la familia Frank se fortaleció posteriormente. En julio de 1942, para evitar la persecución que ya vivían los judíos en los Países Bajos por la ocupación nazi, Frank decidió ocultarse en un anexo de la compañía donde trabajaba junto a Gies. En el anexo estaban además su esposa Edith, sus hijas Ana y Margot, su amigo Fritz Pfeffer y la familia de Hermann y Auguste van Pels junto a su hijo Peter. Viktor Kugler, Johannes Kleiman, Elisabeth Voskuijl, Jan Gies y Miep Gies eran los únicos que sabían de la existencia del anexo oculto y Gies fue la encargada de actuar como vínculo exterior y proveedora de la familia —fue quien proveyó de papel a Anna para su diario—. 
El 4 de agosto de 1944, el anexo fue hallado y todos sus ocupantes detenidos por las fuerzas de ocupación. Gies, junto a su esposo y amigo, debieron haber sido fusilados por esconder judíos, máxime cuando Miep intentó en vano sobornar al SS Oberscharführer Karl Silberbauer aprovechando que el oficial nazi era de Viena, con la intención de ayudar a los Frank y liberarlos, pero no logró evitar su deportación. 
Cuando la policía nazi requisó el anexo, Miep guardó en su escritorio los diarios personales de la adolescente. Deportados a campos de concentración, Ana Frank pereció junto a su hermana en Bergen-Belsen un mes antes de finalizar la guerra. De todos los ocupantes del anexo, sólo sobrevivió Otto Heinrich Frank, a quien Miep Gies entregó el Diario de Ana Frank, así como otros papeles luego de que la Gestapo requisara el escondite secreto en Prinsengracht 263, Ámsterdam, el 4 de agosto de 1944. Hasta entregárselos, Miep nunca leyó los diarios; de haberlo hecho, los habría destruido pues Ana nombraba a todos los implicados en la operación.
Después de la guerra, siempre vivió en Ámsterdam. El 13 de julio de 1950 nació su hijo Paul Gies. Su esposo Jan Gies, que también formó parte del equipo que ayudó a los Frank a esconderse, falleció en 1993. 
Miep Gies escribió el libro Mis recuerdos de Ana Frank y dio entrevistas y charlas sobre su amiga. 
En 1996 el documental Anne Frank Remembered de Jon Blair ganó el premio Óscar al mejor documental, siendo Miep la encargada de recibirlo al compás de una gran ovación.
En febrero de 2009 celebró sus 100 años. En diciembre de ese mismo año, sufrió una caída y resultó lesionada en el cuello. Después de casi un mes en el hospital, falleció el 11 de enero de 2010 a las 3:50 p. m., a consecuencia de la misma herida, según informó Annemarie Bekker, portavoz de la Casa de Anne Frank.

## Honores y distinciones

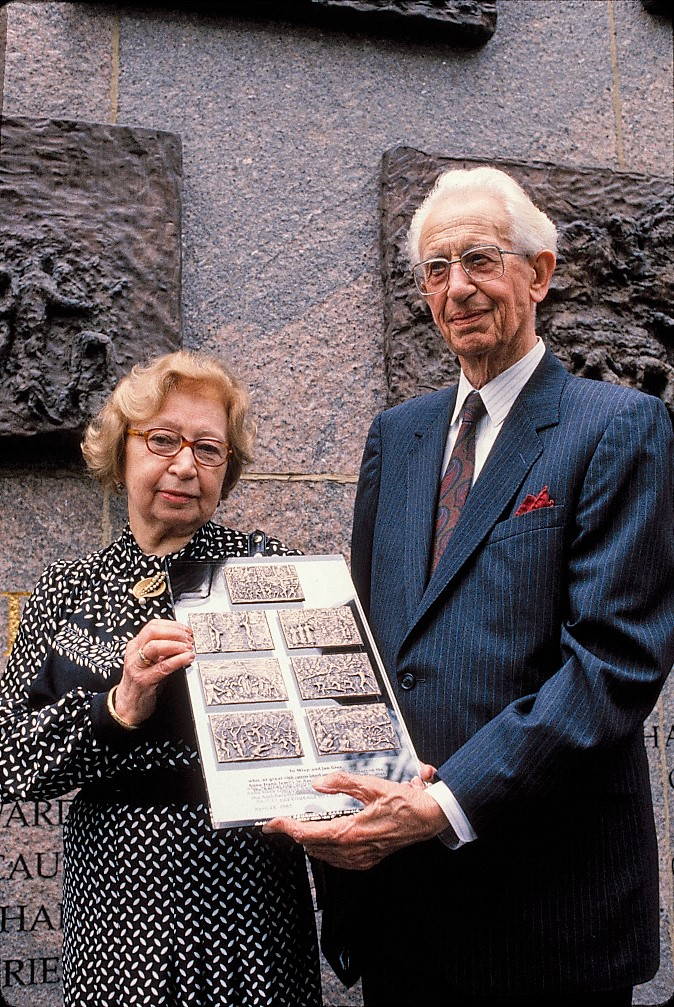
Miep Gies y su esposo Jan Gies, austriacos que escondieron a Ana Frank de los nazis

En 1994 recibió la Cruz de la Orden del Mérito alemán (Orden al Mérito de la República Federal de Alemania), así como la medalla Wallenberg otorgada por la Universidad de Míchigan. En 1995 fue condecorada con la distinción de Justo entre las Naciones, el honor más alto concedido a un no judío por el Yad Vashem, institución israelí constituida en memoria de las víctimas del Holocausto, y en 1997 fue nombrada «Caballero» por la reina Beatriz de Holanda.
El asteroide (99949) Miepgies fue nombrado en su honor en octubre de 2009.